# Marguerite-D'Youville
A Regionalidade Municipal do Condado de Marguerite-D'Youville está situada na região de Montérégie na província canadense de Quebec. Com uma área de mais de trezentos quilómetros quadrados, tem, segundo o censo de 2006, uma população de quase setenta mil pessoas sendo comandada pelo município de Verchères. Ela é composta por 6 municipalidades: 3 cidades, 2 municípios e 1 freguesia.

## Municipalidades

### Cidades
- Contrecoeur
- Sainte-Julie
- Varennes

### Municípios
- Saint-Amable
- Verchères

### Freguesia
- Calixa-Lavallée